# 非棒状渦巻銀河
非棒状渦巻銀河(ひぼうじょううずまきぎんが Unbarred spiral galaxy)は、棒状構造を持たない渦巻銀河のタイプである。銀河の形態分類では、SAと表記される。
ソンブレロ銀河は、非棒状渦巻銀河である。

子持ち銀河と伴銀河。子持ち銀河は、非棒状渦巻銀河である。

非棒状渦巻銀河は、de Vaucouleurs system分類における渦巻銀河の3つのタイプの1つである。他の2つは、中間渦巻銀河と棒渦巻銀河である。Hubble tuning fork分類においては、棒渦巻銀河と並び、渦巻銀河の2つのタイプのうちの1つである。

## グレード

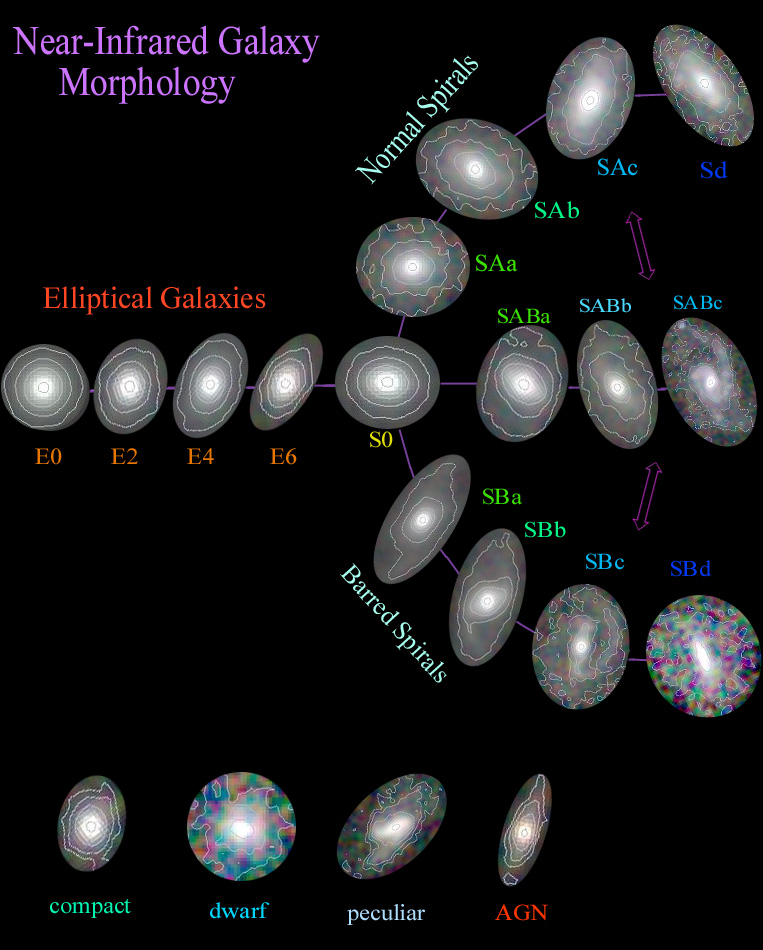
de Vaucouleurs分類においては、SA銀河は、渦巻銀河の3つのタイプの1つである。

| 例             | タイプ | 画像 | 説明                                                 | 備考                                |
| -------------- | ------ | ---- | ---------------------------------------------------- | ----------------------------------- |
|                | SA0-   |      | SA0-は、レンズ状銀河の1種である。                    |                                     |
|                | SA0    |      | SA0は、レンズ状銀河の1種である。                     |                                     |
|                | SA0+   |      | SA0+は、レンズ状銀河の1種である。                    |                                     |
| NGC 3593       | SA0/a  |      | SA0/aは、非棒状レンズ状銀河と考えることもできる。    | NGC 3593は、"SA(s)0/a"である。      |
| NGC 3169       | SAa    |      |                                                      | NGC 3169は、"SA(s)a pec"である。    |
| M81            | SAab   |      |                                                      | M81は、"SA(s)ab"である。            |
| M88            | SAb    |      |                                                      | M88は、"SA(rs)b"である。            |
| NGC 3949       | SAbc   |      |                                                      | NGC 3949は、"SA(s)bc"である。       |
| NGC 4414       | SAc    |      |                                                      | NGC 4414は、"SA(rs)c"である。       |
| さんかく座銀河 | SAcd   |      |                                                      | さんかく座銀河は、"SA(s)cd"である。 |
| NGC 300        | SAd    |      |                                                      | NGC 300は、"SA(s)d"である。         |
| NGC 45         | SAdm   |      | SAdmは、非棒状マゼラン渦巻銀河と考えることもできる。 | NGC 45は、"SA(s)dm"である。         |
| NGC 4395       | SAm    |      | SAmは、マゼラン渦巻銀河(Sm)の1種である。             | NGC 4395は、"SA(s)m"である。        |